# Dave Harrington
Pour les articles homonymes, voir Harrington.
Pour le violoniste classique David Harrington, voir Kronos Quartet
Dave Harrington est un multi-instrumentiste, producteur et la moitié du duo de musique électronique Darkside, avec Nicolas Jaar. 
Harrington a fréquenté l'Université Brown, où il a étudié la culture et les médias modernes.  Il a joué dans de nombreux groupes de rock indépendant de Brooklyn, y compris ARMS, Thunder And Lightning et Translations. Harrington a également participé à la bande son du documentaire de 2010 sur Pablo Escobar qui a été diffusé sur la BBC.

## Biographie

### Premiers projets
Avant de rencontrer Jaar, Harrington a joué dans deux groupes psychédéliques, El Topo et Bladerunner Trio, un groupe indépendant d'El Topo. Jaar et Harrington se sont rencontrés pour la première fois alors qu'ils étaient tous deux étudiants à l'Université Brown. Harrington a été recommandé à Jaar par son collaborateur fréquent, Will Epstein, alors qu'il cherchait un troisième musicien pour son groupe live, les trois ayant ensuite tourné ensemble pour soutenir l'album de Jaar en 2011, Space Is Only Noise. Darkside s'est d'abord formé lors d'une escale à Berlin lors de cette tournée. Jaar et Harrington écrivaient ensemble dans leur chambre d'hôtel lorsqu'une prise de courant a dysfonctionné, remplissant leur chambre de fumée et les forçant à finir la chanson dans le couloir sur un ordinateur portable. De retour à New York, ils ont continué à écrire ensemble, dans leur studio de Brooklyn.  Ils ont sorti leur première collaboration, le EP éponyme de Darkside, en 2011 via Clown & Sunset.
Harrington et Jaar ont publié leur deuxième collaboration Random Access Memories Memories le 21 juin 2013. Le projet, qui a été téléchargé sur leur compte SoundCloud sous le pseudonyme DaftSide, est un remix de l'album Random Access Memories de Daft Punk, sorti un mois plus tôt, dans son intégralité.

### Influences
Dans une interview le 28 juillet 2014 avec Rolling Stone, Harrington mentionne qu'il a « grandi dans une maison où le jazz était le langage musical ». Harrington a commencé en tant que bassiste de jazz, prenant des cours à la Harlem School of the Arts. Harrington note que son jeu de guitare est inspiré par des musiciens de jazz tels que Bill Frisell, David Torn, John Zorn et Jerry Garcia, ainsi que par des groupes tels que King Crimson. En 2014, Harrington s'est lié d'amitié avec Joe Russo lors de l'événement Brooklyn Is Dead à New York et le duo a depuis joué ensemble à de multiples reprises.

### Psychic
Le premier album de Darkside, Psychic, est sorti le 4 octobre 2013. L'album a été enregistré sur une période de deux ans entre la maison de Jaar à New York, la grange familiale de Harrington dans l'Upstate New York et un endroit à Paris où ils resteraient entre les tournées. L'album a reçu un éloge critique et a figuré sur la liste The Top 100 Albums of the Decade de Pitchfork, publiée en 2014.

### Before This There Was One Heart But a Thousand Thoughts
Le 12 mai 2014, Harrington a sorti son premier EP solo intitulé Before This There Was One Heart But a Thousand Thought via le label Other People de Nicolas Jaar. The Village Voice a noté que l'EP est «concret et cinématographique, rappelant le travail de Phillip Glass et la bande originale de 2001: A Space Odyssey, ainsi que des genres plus familiers de Darkside comme le rock progressif et la drone».

### Become Alive
Harrington a publié Become Alive sous le nom de Dave Harrington Group en avril 2016. Le disque, produit par Dave Harrington, Andrew Fox, Samer Ghadry et Nicolas Jaar, comprend un certain nombre de compositions instrumentales pour des ensembles de deux à onze musiciens et couvre une variété de genres.

### Remixes
En septembre 2013, Harrington a remixé Why Didn’t You Save Me de Nicolas Jaar de son EP Don't Break My Love, datant de 2011. Toujours en 2013, Dave a remixé le succès de Tame Impala Feels Like We Only Go Backwards en tant que « Paradise Edit ».
Aux côtés de Nicolas Jaar, Harrington a remixé Random Access Memories de Daft Punk sous le pseudonyme Daftside et l'a publié le 21 juin 2013 en tant que Random Access Memories Memories sur le SoundCloud de Darkside.
Début 2014, Harrington a collaboré avec Nicolas Jaar sur une mixtape Modcast pour Modular Recordings.
En mai 2014, Dave a remixé le single Black of Latitude de Small Black. Parmi les autres remixes remarquables de Harrington, se trouvent World of Feakout de Bear in Heaven, RM Butterfly d'ILLUMNTR et son remix de Digital Witness de St. Vincent.

## Discographie

### LPs
- Psychic - Darkside (2013)
- Become Alive - Dave Harrington Group (2016)
- Pure Imagination, No Country - Dave Harrington Group (2019)
- The Oldest Sons of the Oldest Sons - Lights Fluorescent (2019)

### EPs
- Darkside - Darkside (2011)
- Before This There Was One Heart But a Thousand Thoughts - Dave Harrington (2014)
- Spiral - Darkside (2021)